# 24. ožujka
24. ožujka (24. 3.) 83. je dan godine po gregorijanskom kalendaru (84. u prijestupnoj godini).
Do kraja godine imaju još 282 dana.

## Događaji
- 1603. – Jakov I. postao je prvi britanski kralj koji je istovremeno vladao Škotskom, Engleskom i Irskom.
- 1944. – Drugi svjetski rat: zarobljeni saveznički vojnici započeli su "Veliki bijeg", probivši Stalag Luft III, zatvorenički logor pod vodstvom Luftwaffea.
- 1945. – Hrvatski biskupi objavili pastirsko pismo u kojem su osudili partizanske zločine nad nevinim katoličkim svećenicima i vjernicima.
- 1976. – Prljavi rat: argentinska predsjednica Isabel Perón oteta je i svrgnuta u krvavom državnom udaru.
- 1989. – Tanker Exxon Valdez izlio je više od 40 milijuna litara nafte ispred zaljeva Princa Williama na Aljaski i tako izazvao golemu ekološku katastrofu.
- 2002. – HRT je počeo prikazivati kviz "Tko želi biti milijunaš?". Mira Bičanić jedina je točno odgovorila milijunsko pitanje u 8 godina prikazivanja

| - 1868. – Stjepan Miletić, kazališni intendant, redatelj i kritičar († 1908.) - 1884. – Peter Joseph William Debye, nizozemski fizičar i kemičar, dobitnik Nobelove nagrade za kemiju († 1966.) - 1886. – Gabrijel Jurkić, hrvatski i BiH slikar († 1974.) - 1874. – Harry Houdini, mađioničar mađarskog porijekla († 1926.). - 1904. – Adolf Butenandt, njemački kemičar († 1995.) - 1914. – Ivo Maček, hrvatski pijanist i skladatelj († 2002.) - 1944. – Vojislav Koštunica, srpski političar - 1960. – Nena, njemačka glazbenica - 1971. – Patrik Ćavar, hrvatski rukometaš - 1975. – Davor Vugrinec, hrvatski nogometaš - 1998. – Dario Drežnjak, hrvatski košarkaš | - 1603. – Elizabeta I., engleska kraljica (* 1533.) - 1625. – Nikola VI. Zrinski, hrvatski plemić (* 1570.) - 1852. – Ivan Krstitelj Birling, hrvatski pisac i prevoditelj (* 1775.) - 1905. – Jules Verne, francuski književnik (* 1828.) - 1909. – John Millington Synge, irski književnik (* 1871.) - 1910. – Šimun Milinović, hrvatski svećenik, barski nadbiskup (* 1835.) - 1970. – Margareta Petrovna Forman, balerina, pedagoginja, koreografkinja i redateljica (* 1896.) - 1976. – Bernard Law Montgomery, britanski feldmaršal (* 1887.) - 2008. – Boris Dvornik, hrvatski glumac - 2008. – Anatolij Kudrjavcev, hrvatsko-ruski povjesničar kulture, teatrolog i kazališni kritičar - 2016. – Johan Cruijff, nizozemski nogometaš i trener - 2018. – Lys Assia, švicarska pop pjevačica i glumica (* 1926.) |

## Blagdani i spomendani
- Svjetski dan borbe protiv tuberkuloze

## Imendani
- Latin
- Javorka
- Simon